# Даллас (округ, Айова)
Да́ллас (англ. Dallas County) — округ в США, штате Айова. На 2000 год численность населения составляла 40 776 человек. По оценке бюро переписи населения США в 2009 году население округа составляло 61 950 человек. Окружным центром является город Эйдел.

## История
Округ Даллас был сформирован 13 января 1846 года.

## География
Согласно данным Бюро переписи населения США площадь округа Даллас составляет 1518 км².

### Основные шоссе
- Федеральная автострада 80
- Шоссе 6
- Шоссе 169
- Автострада 17
- Автострада 44
- Автострада 141
- Автострада 144
- Автострада 210

### Соседние округа
- Бун  (север)
- Полк  (восток)
- Мадисон  (юг)
- Гатри  (запад)
- Грин  (северо-запад)

## Демография
По данным переписи населения 2000 года в округе проживало 40 776 жителей. Среди них 27,0 % составляли дети до 18 лет, 8,1 % люди возрастом более 65 лет. 49,9 % населения составляли женщины.
Национальный состав был следующим: 95,7 % белых, 1,3 % афроамериканцев, 0,2 % представителей коренных народов, 1,9 % азиатов, 6,4 % латиноамериканцев. 0,8 % населения являлись представителями двух или более рас.
Средний доход на душу населения в округе составлял $22970. 6,6 % населения имело доход ниже прожиточного минимума. Средний доход на домохозяйство составлял $69052.
Также 89,5 % взрослого населения имело законченное среднее образование, а 26,8 % имело высшее образование.